# 角海蛇
角海蛇（学名：Hydrophis peronii），又名棘眥海蛇、棘刺海蛇、細鱗海蛇，是蛇亞目海蛇科海蛇屬下的一種有毒蛇，主要分布於南中國海、澳洲等海域。

## 地理分布
角海蛇主要分布於泰國灣、越南、南中國海、台灣海峽、印尼、菲律賓、新畿內亞、澳洲（包括新南威爾士、北領地、昆士蘭、西澳州）等地區的海域及海岸。该物种的模式产地在澳大利亚。

## 分類學
本種曾為單模屬棘眥海蛇屬（Acalyptophis）下的唯一一種，後被歸入海蛇屬中。